# Nemoria penthica
Nemoria penthica är en fjärilsart som beskrevs av Louis Beethoven Prout 1917. Nemoria penthica ingår i släktet Nemoria och familjen mätare. Inga underarter finns listade i Catalogue of Life.